# علط (حريضة)

تعديل مصدري - تعديل

علط هي إحدى قرى عزلة حريضة بمديرية حريضة التابعة لمحافظة حضرموت، بلغ تعداد سكانها 339 نسمة حسب تعداد اليمن لعام 2004.